# Gran Premio motociclistico d'Olanda 2015
Il Gran Premio motociclistico d'Olanda 2015 è stato l'ottava prova del motomondiale del 2015 e si è disputato il 27 giugno, di sabato come d'abitudine per questa gara, sul TT Circuit Assen; si è anche trattato della 67ª edizione del Gran Premio motociclistico d'Olanda valido per le classifiche iridate.
Le vittorie nelle tre classi sono state ottenute da: Valentino Rossi in MotoGP, Johann Zarco in Moto2 e Miguel Oliveira in Moto3.

## MotoGP
Valentino Rossi taglia per primo il traguardo dopo essere partito dalla pole position, avendo avuto la meglio nel duello con Marc Márquez. La sfida tra i due piloti è culminata con una collisione all'ultima curva, ma l'incidente di gara è stato considerato regolare in sede di verifica. Al terzo posto è giunto Jorge Lorenzo e nella classifica del campionato Rossi è primo con 163 punti, Lorenzo secondo con 153 punti, terzo Iannone con 107 punti, si porta al quarto posto Márquez con 89 punti, quinto Dovizioso con 86 punti.

### Arrivati al traguardo
| Pos. | Nº | Pilota           | Squadra                     | Motocicletta       | Giri | Tempo     | Griglia | Punti |
| ---- | -- | ---------------- | --------------------------- | ------------------ | ---- | --------- | ------- | ----- |
| 1º   | 46 | Valentino Rossi  | Movistar Yamaha             | Yamaha YZR-M1      | 26   | 40'54.037 | 1º      | 25    |
| 2º   | 93 | Marc Márquez     | Repsol Honda                | Honda RC213V       | 26   | +1.242    | 3º      | 20    |
| 3º   | 99 | Jorge Lorenzo    | Movistar Yamaha             | Yamaha YZR-M1      | 26   | +14.576   | 8º      | 16    |
| 4º   | 29 | Andrea Iannone   | Ducati Team                 | Ducati Desmosedici | 26   | +19.109   | 6º      | 13    |
| 5º   | 44 | Pol Espargaró    | Monster Yamaha Tech 3       | Yamaha YZR-M1      | 26   | +24.268   | 5º      | 11    |
| 6º   | 35 | Cal Crutchlow    | CWM LCR Honda               | Honda RC213V       | 26   | +24.373   | 7º      | 10    |
| 7º   | 38 | Bradley Smith    | Monster Yamaha Tech 3       | Yamaha YZR-M1      | 26   | +24.442   | 12º     | 9     |
| 8º   | 26 | Daniel Pedrosa   | Repsol Honda                | Honda RC213V       | 26   | +24.656   | 4º      | 8     |
| 9º   | 41 | Aleix Espargaró  | Suzuki Ecstar               | Suzuki GSX-RR      | 26   | +26.725   | 2º      | 7     |
| 10º  | 25 | Maverick Viñales | Suzuki Ecstar               | Suzuki GSX-RR      | 26   | +27.238   | 9º      | 6     |
| 11º  | 9  | Danilo Petrucci  | Octo Pramac Racing          | Ducati Desmosedici | 26   | +29.038   | 11º     | 5     |
| 12º  | 4  | Andrea Dovizioso | Ducati Team                 | Ducati Desmosedici | 26   | +29.418   | 10º     | 4     |
| 13º  | 45 | Scott Redding    | EG 0,0 Marc VDS             | Honda RC213V       | 26   | +46.663   | 16º     | 3     |
| 14º  | 68 | Yonny Hernández  | Octo Pramac Racing          | Ducati Desmosedici | 26   | +49.305   | 14º     | 2     |
| 15º  | 76 | Loris Baz        | Athinà Forward Racing       | Yamaha Forward     | 26   | +52.396   | 15º     | 1     |
| 16º  | 69 | Nicky Hayden     | Aspar Team                  | Honda RC213V-RS    | 26   | +56.005   | 22º     |       |
| 17º  | 19 | Álvaro Bautista  | Aprilia Racing Team Gresini | Aprilia RS-GP      | 26   | +59.857   | 21º     |       |
| 18º  | 63 | Mike Di Meglio   | Avintia Racing              | Ducati Desmosedici | 26   | +1'14.513 | 18º     |       |
| 19º  | 33 | Marco Melandri   | Aprilia Racing Team Gresini | Aprilia RS-GP      | 25   | +1 giro   | 24º     |       |

### Ritirati
| Nº | Pilota          | Squadra               | Motocicletta       | Giri | Griglia |
| -- | --------------- | --------------------- | ------------------ | ---- | ------- |
| 15 | Alex De Angelis | E-Motion IodaRacing   | ART                | 23   | 23º     |
| 50 | Eugene Laverty  | Aspar Team            | Honda RC213V-RS    | 15   | 19º     |
| 6  | Stefan Bradl    | Athinà Forward Racing | Yamaha Forward     | 5    | 13º     |
| 8  | Héctor Barberá  | Avintia Racing        | Ducati Desmosedici | 0    | 17º     |
| 43 | Jack Miller     | CWM LCR Honda         | Honda RC213V-RS    | 0    | 20º     |

## Moto2
Nella classe intermedia si è imposto il pilota francese Johann Zarco che, con questo suo terzo successo stagionale, consolida la prima posizione anche nella classifica parziale del campionato. Al secondo posto si è piazzato lo spagnolo Esteve Rabat e al terzo il britannico Sam Lowes.

### Arrivati al traguardo
| Pos. | Nº | Pilota              | Squadra                        | Motocicletta       | Giri | Tempo     | Griglia | Punti |
| ---- | -- | ------------------- | ------------------------------ | ------------------ | ---- | --------- | ------- | ----- |
| 1º   | 5  | Johann Zarco        | Ajo Motorsport                 | Kalex Moto2        | 16   | 26'13.410 | 1º      | 25    |
| 2º   | 1  | Esteve Rabat        | EG 0,0 Marc VDS                | Kalex Moto2        | 16   | +0.757    | 2º      | 20    |
| 3º   | 22 | Sam Lowes           | Speed Up Racing                | Speed Up SF15      | 16   | +2.080    | 3º      | 16    |
| 4º   | 40 | Álex Rins           | Paginas Amarillas HP 40        | Kalex Moto2        | 16   | +3.738    | 7º      | 13    |
| 5º   | 12 | Thomas Lüthi        | Derendinger Racing Interwetten | Kalex Moto2        | 16   | +4.530    | 8º      | 11    |
| 6º   | 19 | Xavier Siméon       | Federal Oil Gresini            | Kalex Moto2        | 16   | +5.045    | 6º      | 10    |
| 7º   | 94 | Jonas Folger        | AGR Team                       | Kalex Moto2        | 16   | +6.140    | 5º      | 9     |
| 8º   | 36 | Mika Kallio         | Italtrans Racing               | Kalex Moto2        | 16   | +8.105    | 15º     | 8     |
| 9º   | 73 | Álex Márquez        | EG 0,0 Marc VDS                | Kalex Moto2        | 16   | +8.376    | 13º     | 7     |
| 10º  | 3  | Simone Corsi        | Athinà Forward Racing          | Kalex Moto2        | 16   | +9.670    | 4º      | 6     |
| 11º  | 60 | Julián Simón        | QMMF Racing                    | Speed Up SF15      | 16   | +11.749   | 12º     | 5     |
| 12º  | 77 | Dominique Aegerter  | Technomag Racing Interwetten   | Kalex Moto2        | 16   | +17.537   | 16º     | 4     |
| 13º  | 30 | Takaaki Nakagami    | Idemitsu Honda Team Asia       | Kalex Moto2        | 16   | +18.104   | 10º     | 3     |
| 14º  | 4  | Randy Krummenacher  | JIR Racing                     | Kalex Moto2        | 16   | +20.468   | 18º     | 2     |
| 15º  | 55 | Hafizh Syahrin      | Petronas Raceline Malaysia     | Kalex Moto2        | 16   | +20.894   | 19º     | 1     |
| 16º  | 25 | Azlan Shah          | Idemitsu Honda Team Asia       | Kalex Moto2        | 16   | +22.405   | 23º     |       |
| 17º  | 11 | Sandro Cortese      | Dynavolt Intact GP             | Kalex Moto2        | 16   | +22.930   | 14º     |       |
| 18º  | 23 | Marcel Schrötter    | Tech 3                         | Tech 3 Mistral 610 | 16   | +25.663   | 17º     |       |
| 19º  | 21 | Franco Morbidelli   | Italtrans Racing               | Kalex Moto2        | 16   | +30.931   | 31º     |       |
| 20º  | 70 | Robin Mulhauser     | Technomag Racing Interwetten   | Kalex Moto2        | 16   | +35.014   | 25º     |       |
| 21º  | 2  | Jesko Raffin        | sports-millions-EMWE-SAG       | Kalex Moto2        | 16   | +35.289   | 28º     |       |
| 22º  | 49 | Axel Pons           | AGR Team                       | Kalex Moto2        | 16   | +44.794   | 11º     |       |
| 23º  | 10 | Thitipong Warokorn  | APH PTT The Pizza SAG          | Kalex Moto2        | 16   | +47.633   | 29º     |       |
| 24º  | 15 | Ratthapark Wilairot | JPMoto Malaysia                | Suter MMX2         | 16   | +54.049   | 26º     |       |
| 25º  | 13 | Jasper Iwema        | Abbink GP                      | Speed Up SF15      | 16   | +1'10.079 | 30º     |       |

### Ritirati
| Nº | Pilota              | Squadra               | Motocicletta       | Giri | Griglia |
| -- | ------------------- | --------------------- | ------------------ | ---- | ------- |
| 7  | Lorenzo Baldassarri | Athinà Forward Racing | Kalex Moto2        | 11   | 9º      |
| 95 | Anthony West        | QMMF Racing           | Speed Up SF15      | 11   | 23º     |
| 96 | Louis Rossi         | Tasca Racing          | Tech 3 Mistral 610 | 9    | 25º     |
| 88 | Ricard Cardús       | Tech 3                | Tech 3 Mistral 610 | 5    | 22º     |
| 66 | Florian Alt         | E-Motion IodaRacing   | Suter MMX2         | 0    | 28º     |

### Non partito
| Nº | Pilota     | Squadra                 | Motocicletta | Griglia |
| -- | ---------- | ----------------------- | ------------ | ------- |
| 39 | Luis Salom | Paginas Amarillas HP 40 | Kalex Moto2  | 21º     |

## Moto3
Dopo quello in Italia il pilota portoghese Miguel Oliveira ottiene il secondo successo stagionale e in carriera nel motomondiale, precedendo il francese Fabio Quartararo e il capo-classifica provvisorio, il britannico Danny Kent, giunti al traguardo nella sua scia.

### Arrivati al traguardo
| Pos. | Nº | Pilota             | Squadra               | Motocicletta   | Giri | Tempo     | Griglia | Punti |
| ---- | -- | ------------------ | --------------------- | -------------- | ---- | --------- | ------- | ----- |
| 1º   | 44 | Miguel Oliveira    | Red Bull KTM Ajo      | KTM RC 250 GP  | 22   | 37'54.427 | 6º      | 25    |
| 2º   | 20 | Fabio Quartararo   | Estrella Galicia 0,0  | Honda NSF250R  | 22   | +0.066    | 7º      | 20    |
| 3º   | 52 | Danny Kent         | Leopard Racing        | Honda NSF250R  | 22   | +0.117    | 4º      | 16    |
| 4º   | 9  | Jorge Navarro      | Estrella Galicia 0,0  | Honda NSF250R  | 22   | +0.179    | 2º      | 13    |
| 5º   | 5  | Romano Fenati      | SKY Racing Team VR46  | KTM RC 250 GP  | 22   | +0.252    | 8º      | 11    |
| 6º   | 33 | Enea Bastianini    | Gresini Racing        | Honda NSF250R  | 22   | +0.526    | 1º      | 10    |
| 7º   | 41 | Brad Binder        | Red Bull KTM Ajo      | KTM RC 250 GP  | 22   | +0.540    | 11º     | 9     |
| 8º   | 98 | Karel Hanika       | Red Bull KTM Ajo      | KTM RC 250 GP  | 22   | +21.406   | 3º      | 8     |
| 9º   | 23 | Niccolò Antonelli  | Ongetta-Rivacold      | Honda NSF250R  | 22   | +21.472   | 19º     | 7     |
| 10º  | 17 | John McPhee        | SaxoPrint RTG         | Honda NSF250R  | 22   | +21.663   | 23º     | 6     |
| 11º  | 21 | Francesco Bagnaia  | Mapfre Team Mahindra  | Mahindra MGP3O | 22   | +21.693   | 10º     | 5     |
| 12º  | 16 | Andrea Migno       | SKY Racing Team VR46  | KTM RC 250 GP  | 22   | +21.723   | 17º     | 4     |
| 13º  | 11 | Livio Loi          | RW Racing GP          | Honda NSF250R  | 22   | +22.024   | 20º     | 3     |
| 14º  | 76 | Hiroki Ono         | Leopard Racing        | Honda NSF250R  | 22   | +22.204   | 22º     | 2     |
| 15º  | 65 | Philipp Öttl       | Schedl GP Racing      | KTM RC 250 GP  | 22   | +22.596   | 12º     | 1     |
| 16º  | 95 | Jules Danilo       | Ongetta-Rivacold      | Honda NSF250R  | 22   | +22.666   | 28º     |       |
| 17º  | 31 | Niklas Ajo         | RBA Racing            | KTM RC 250 GP  | 22   | +25.494   | 16º     |       |
| 18º  | 88 | Jorge Martín       | Mapfre Team Mahindra  | Mahindra MGP3O | 22   | +27.271   | 15º     |       |
| 19º  | 40 | Darryn Binder      | Outox Reset Drink     | Mahindra MGP3O | 22   | +27.386   | 24º     |       |
| 20º  | 84 | Jakub Kornfeil     | Drive M7 SIC          | KTM RC 250 GP  | 22   | +33.963   | 25º     |       |
| 21º  | 19 | Alessandro Tonucci | Outox Reset Drink     | Mahindra MGP3O | 22   | +34.768   | 26º     |       |
| 22º  | 29 | Stefano Manzi      | San Carlo Team Italia | Mahindra MGP3O | 22   | +38.741   | 32º     |       |
| 23ª  | 22 | Ana Carrasco       | RBA Racing            | KTM RC 250 GP  | 22   | +51.803   | 33ª     |       |
| 24º  | 12 | Matteo Ferrari     | San Carlo Team Italia | Mahindra MGP3O | 22   | +52.214   | 34º     |       |
| 25º  | 91 | Gabriel Rodrigo    | RBA Racing            | KTM RC 250 GP  | 22   | +53.616   | 27º     |       |
| 26º  | 2  | Remy Gardner       | CIP                   | Mahindra MGP3O | 22   | +1'38.917 | 31º     |       |
| 27º  | 25 | Jorel Boerboom     | FPW Racing            | Kalex KTM      | 21   | +1 giro   | 35º     |       |
| 28º  | 86 | Kevin Hanus        | Team Hanusch          | Honda NSF250R  | 21   | +1 giro   | 36º     |       |

### Ritirati
| Nº | Pilota              | Squadra                    | Motocicletta        | Giri | Griglia |
| -- | ------------------- | -------------------------- | ------------------- | ---- | ------- |
| 55 | Andrea Locatelli    | Gresini Racing             | Honda NSF250R       | 21   | 14º     |
| 6  | María Herrera       | Husqvarna Factory Laglisse | Husqvarna FR 250 GP | 12   | 13ª     |
| 58 | Juanfran Guevara    | Mapfre Team Mahindra       | Mahindra MGP3O      | 12   | 18º     |
| 32 | Isaac Viñales       | Husqvarna Factory Laglisse | Husqvarna FR 250 GP | 11   | 5º      |
| 63 | Zulfahmi Khairuddin | Drive M7 SIC               | KTM RC 250 GP       | 5    | 30º     |
| 10 | Alexis Masbou       | SaxoPrint RTG              | Honda NSF250R       | 5    | 21º     |
| 7  | Efrén Vázquez       | Leopard Racing             | Honda NSF250R       | 2    | 9º      |
| 24 | Tatsuki Suzuki      | CIP                        | Mahindra MGP3O      | 0    | 29º     |